# Кафро
Кафро (тур. Elbeğendi; сир. ܟܦܪܐ ܬܚܬܝܬܐ; курд. Kafro Tahtayto) — небольшая ассирийская деревня на юго-востоке Турции. Находится на территории Тур-Абдин в составе провинции Мардин. Расположена в холмистой местности. Население составляет 50 человек по состоянию на 2010 год. Местные жители, ассирийцы, являются приверженцами Сиро-яковитской православной церкви.
В переводе с сирийского название населённого пункта означает — «деревня».
После геноцида ассирийцев в 1915 году многие жители деревни были вынуждены покинуть свои дома. С течением столетия численность населения здесь резко менялась, а к 1995 уже отсутствовало постоянное население. Лишь к 2004 году сюда постепенно стали возвращаться местные жители.